# Chirurgie ambulatoire
La chirurgie ambulatoire, ou chirurgie d'un jour, est un traitement de chirurgie permettant la sortie du patient le jour même de son admission dans l'établissement de soin. Une telle chirurgie inclut l'ensemble des actes chirurgicaux ou d'investigation, programmés et réalisés dans les conditions techniques de sécurité d'un bloc opératoire, sous une anesthésie de mode variable et sans majoration du risque pour la santé du patient.
Initialement réservée à des actes chirurgicaux légers, la chirurgie ambulatoire s'ouvre à présent à des actes lourds, tels que la prothèse totale de genou, et peut permettre ainsi le retour à domicile du patient le soir même de l'intervention grâce à la mise en œuvre des techniques de récupération rapide après chirurgie.
Dans certains cas la chirurgie ambulatoire s'accompagne de l'instruction donnée au patient de se faire raccompagner, à sa sortie de l'établissement, par un tiers (compte tenu de l'état de somnolence induit par l'anesthésie), voire de la nécessité de demeurer sur la journée voire la nuit suivant l'opération sous la garde d'un tiers.

## Définition
La chirurgie ambulatoire, qui doit clairement être distinguée des actes médicaux réalisés de façon ambulatoire, est un traitement de chirurgie qui comportent une hospitalisation de moins de 12 heures (en France). Cette définition est internationale (International Association for Ambulatory Surgery ; IAAS). Elle permet au patient de rentrer à son domicile le jour même de son intervention.

## Utilisation
« La chirurgie ambulatoire doit être réservée à des patients à faible risque hémorragique et n'ayant aucune co-morbidité susceptible d'induire des complications post opératoires qui ne seraient pas sans conséquences sur les coûts finaux. »

### Au Canada
Au Canada, les conditions d'applicabilité des chirurgies ambulatoires ont été établies selon la conférence de consensus de 2001 (30 mai au 14 juin 2001).

### En France
En France, la chirurgie ambulatoire a été autorisée en 1991 et ses conditions d'applicabilité ont été établies selon la conférence de consensus de 1993 (22 au 24 mars 1993).
Le nombre d'opération en ambulatoire ne cesse d'augmenter en France. Ce taux est passé de 46% en 2012 à 54% en 2016. L'objectif de 70% doit être atteint en 2022. 
Selon les chiffres de 2016, 7,7 millions de séjours hospitaliers ont été effectués dont 3,8 en établissement privé à but lucratif, 3,2 millions en établissement public et 700 000 en ESPIC. 

## Intérêt économique
En 2014, l'intérêt économique de la chirurgie ambulatoire n'est pas clairement dégagé. Les économies qu'elle est susceptible de générer « sont incertaines avec une très grande variabilité dans les coûts estimés qui varient de 0,5 milliard d'euros sur trois ans pour les uns à 6 milliards d'euros pour d'autres. » Les économies réalisées reposent moins sur des données factuelles, rares et difficiles à analyser, que sur des dogmes. Il est nécessaire de réaliser des études sur les coûts réels, directs et dérivés.